# Konsumentenforschung
Konsumentenforschung ist ein interdisziplinäres Forschungsfeld und beschreibt die Erhebung von Informationen und Daten zum Konsumenten- und Einkaufsverhalten der Verbraucher. Konsum wird im engeren Sinne als der Kauf materieller Gründer, im weiteren Sinne auch als der Verbrauch von immateriellen Gütern verstanden.
Sie wird teilweise als ein interdisziplinärer und verselbständigter Wissensbereich verstanden, dessen Theorien besonders im kommerziellen Marketing und in der Verbraucherpolitik Anwendung finden. Dabei werden Trends herausgefiltert, wodurch die Konsumentenforschung für ein dynamisches Forschungsfeld steht, das sich ständig an die sich verändernden Marktbedingungen anpasst und dabei hilft, die Verbindung zwischen Unternehmen und Verbrauchern zu stärken.
Auch macht sich die Konsumentenforschung zur die Aufgabe, die Konsumentenpsychologie zu erklären, indem gefragt wird, warum Menschen sich in konsumbezogenen Situationen auf bestimmte Weise verhalten oder wie Entscheidungen getroffen werden. Dabei werden anhand von soziodemografischen und psychografischen Kriterien spezifische Zielgruppen definiert.

## Geschichte
Die ersten Wurzeln der Konsumentenforschung entstanden in den USA schon Anfang des 20. Jahrhunderts. Allerdings beginnt die eigentliche Durchsetzungsphase dieser neuen Forschungsrichtung erst nach dem Zweiten Weltkrieg in den USA, da dort schon früher als im kriegsgeschwächten Europa sichtbar wurde, dass es schnell zu einem höheren Angebot kommen kann, als es die Nachfrage überhaupt erfordert. In Deutschland etablierte sich erst ab den 1960er Jahren die Notwendigkeit der Konsumentenforschung. Anlass dafür war das steigende Angebot, der beginnende Verdrängungswettbewerb und die zunehmende Individualisierung des Konsums, die eine Optimierung der Marketingdisziplin, das Wecken der Nachfrage und den Aufbau von Präferenzen für die Angebote mit sich zog. Aus diesem Grund wurden der verhaltenswissenschaftliche Ansatz im Marketing und seine Erkenntnisse, insbesondere für die Kommunikationspolitik, die psychografische Marktsegmentierung und das Marken-Management auch in Deutschland unverzichtbar.
Anfang der 1970er Jahre erschienen die ersten deutschen Veröffentlichungen zu diesem Wissensbereich. Geprägt wurde dies durch Werner Kroeber-Riel 1973, durch dessen Standardwerk Konsumentenverhalten.

## Positivistischer Ansatz
Zentrum dieses Ansatzes ist es, dass mittels Konsumentenforschung Problemlösungen für die Praxis, beispielsweise für das praktische Marketing, entwickelt werden. Dies soll mittels generalisierbarer Aussagen und deren empirischer Überprüfung geschehen.

## Verstehender Ansatz
Dieser Ansatz kristallisierte sich in den 1980er Jahren als eine Gegenposition zum positivistischen Ansatz heraus. Hier wird versucht, das Verhalten von Konsumenten zu verstehen. Anhänger sind der Meinung, die Konsumentenforschung sollte sich auf die Interessen des Verbrauchers konzentrieren und diesen vor unlauteren Methoden schützen. Dabei soll vermittelt werden, wie weise Kaufentscheidungen getroffen werden können.

## Interkulturelle Konsumentenforschung
In dieser Art werden in unterschiedlichen Kulturräumen Konsumentenverhaltensmuster untersucht und erfasst. Dabei wird ein besonderer Fokus auf das Risiko- und Informationsverhalten, Werte, Einstellungen, Lebensstil, Kaufentscheidungen, Einkaufsgewohnheiten, Mediennutzung und Schenkverhalten gelegt. Ergebnisse der interkulturellen Konsumentenforschung dienen unter anderem den Entscheidungen im Hinblick auf Planungs- und Gestaltungsprozesse des internationalen Marketings, der Selektion von Auslandsmärkten und der Gestaltung des internationalen Marketing-Mix.

## Instrumente der Konsumentenforschung
- Passanten- und Kundenbefragungen
- Schriftliche Haushaltsbefragungen
- Telefoninterviews
- Gruppen-Interviews
- Experten-Interviews
- Service-Hotlines
- Online- bzw. Internet-Befragungen
- Passanten- und Kundenzählungen
- Store-Checks
- Kundenstrom-Analysen
- Testkäufe[6]